# Слава Севастополя
«Слава Севастополя» (с 1944 года), основана в 1917 году как «Известия Севастопольского ревкома», с 1920 по 1942 годы «Маяк Коммуны» — ежедневная советская, украинская и российская  газета, выпускаемая в Севастополе в 1917—2022 годах. Выходила 5 раз в неделю, кроме воскресенья и понедельника, в формате А2. Сайт газеты был запущен в 2002 году. Газета являлась членом Всемирной газетной ассоциации. «Слава Севастополя» распространялась по подписке и в розничной сети киосков КП «Союзпечать». Ежедневный выпуск — 17 тысяч экземпляров, пятничный — 77 тысяч экземпляров. Выпуск издания был возобновлён в декабре 2022 года в формате еженедельника.

## История

Мемориальная доска Владимиру Иванову на здании редакции

«Слава Севастополя» являлась единственным ежедневным изданием в городе Севастополе. Она была создана 19 декабря 1917 года (по новому стилю — 1 января 1918 года) под названием «Известия Севастопольского ревкома», а с 1918 года выходила под названием «Известия Севастопольского совета рабочих, крестьянских и военных депутатов». После освобождения Крыма и Севастополя от белогвардейцев газета стала выходить с декабря 1920 года под заголовком «Маяк Коммуны». 10 мая 1944, после освобождения Севастополя от оккупации, газета вышла под новым названием — «Слава Севастополя».
В советские годы газета была городской газетой города. С 1998, после того как собственником газеты стал трудовой коллектив, утратила звание «городская». С 1999 года начинается формирование собственной полиграфической базы издания, независимой от городского бюджета.
В апреле 1995 года был убит главный редактор Владимир Иванов.
30 июня 2022 года вышел последний номер газеты. 
Выпуск издания был возобновлён в декабре 2022 года в формате еженедельника. Ирина Юхина, руководитель управления информационной политики Севастополя прокомментировала событие: «.. в июле мы подписали договор с ООО «Редакция газеты «Слава Севастополя». Мы прошли процедуру перерегистрации, и вот сегодня вышел первый, долгожданный выпуск. Изменился формат газеты. Она раньше была А2, сейчас она формата А3.. ...газета также осталась информационной».

## Собственники и руководство
В апреле 1998 года учредителем и издателем газеты стал трудовой коллектив. Коллективное предприятие «Редакция газеты «Слава Севастополя» возглавила Наталья Васильевна Троицкая, которая являлась председателем правления.

## Сотрудники

### Главные редакторы
- Сергей Жуковский
- Сергей Суковский
- Павел Яковлевич Сарин
- Григорий Дмитриевич Староверов
- Владимир Иванович Иванов
- Наталья Васильевна Троицкая (с 1998 г.)

### Журналисты
- Ларионов, Николай Николаевич (1898—1977) — в 1926—1930 гг.

### Другие сотрудники
- Багрий, Александр Васильевич (1917—1942), заведующий отделом писем в редакции газеты «Маяк Коммуны» в 1939 году.
- Кугель, Виктор Рафаилович — заведующий типографией и издательством газеты «Маяк Коммуны» в 1920—1921 гг.

## Награды
- Медаль «За оборону Севастополя» (1944)
- Знак Почета (1978)
- Почётная грамота Кабинета министров Украины (2002)